# Beierochelifer peloponnesiacus
Espèce
Synonymes
- Chelifer peloponnesiacus Beier, 1929
- Rhacochelifer jonicus Beier,  Beier, 1932

Beierochelifer peloponnesiacus est une espèce de pseudoscorpions de la famille des Cheliferidae.

## Distribution
Cette espèce se rencontre en Grèce, en Italie, en Bulgarie, en Turquie et en Azerbaïdjan.

## Liste des sous-espèces
Selon Pseudoscorpions of the World (version 3.0) :
- Beierochelifer peloponnesiacus jonicus (Beier, 1932)
- Beierochelifer peloponnesiacus peloponnesiacus (Beier, 1929)

## Étymologie
Son nom d'espèce lui a été donné en référence au lieu de sa découverte, le Péloponnèse.

## Publications originales
- Beier, 1929 : Die Pseudoskorpione des Wiener Naturhistorischen Museums. II. Panctenodactyli. Annalen des Naturhistorischen Museums in Wien, vol. 43, p. 341-367.
- Beier, 1932 : Zur Kenntnis der Cheliferidae (Pseudoscorpionidea). Zoologischer Anzeiger, vol. 100, p. 53-67.